# ماغنوس أندرسون (لاعب كرة يد)
ماغنوس أندرسون (بالسويدية: Magnus Andersson)‏ (و. 1966  م) هو لاعب كرة يد، ومدرب كرة يد، من السويد، ولد في لينشوبينغ، شارك في الألعاب الأولمبية الصيفية 2000، والألعاب الأولمبية الصيفية 1996، والألعاب الأولمبية الصيفية 1992، مركز لعبه هو ظهير أوسط ‏.

## روابط خارجية
- ماغنوس أندرسون على موقع الاتحاد الأوروبي لكرة اليد (الإنجليزية)
- ماغنوس أندرسون على موقع أوليمبيديا (الإنجليزية)
- ماغنوس أندرسون على موقع اللجنة الأولمبية السويدية (السويدية)